# فوهة بيليايف

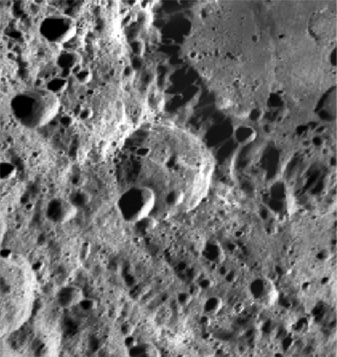
فوهة بيليايف من مسبار مستكشف القمر المداري

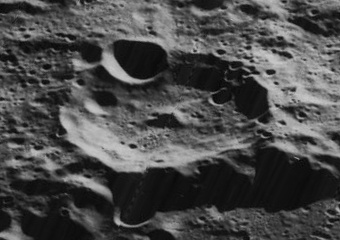
مقطع أفقي لفوهة بيليايف

فوهة بيليايف (23. 3°N 143.5°W) هي فوهة صدمية قمرية على الحافة الخارجية لفوهة ماري موسكوفينز على الجانب البعيد من سطح القمر. حوافها باليه، توجد بها فوهتين على الحواف الجنوبية، والعديد من الفوهات الصغيرة متغيره الحجم على سطحها الداخلي.

## الوصف

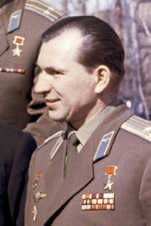
الطيار الروسي بافيل بيليايف

يبلغ طول قطر الفوهة ما يقرب من 54 كم أما عمقها فلم يتم تحديده حتى الآن، وعلى زاوية 218° من شروق الشمس. سميت الفوهة على اسم الطيار الروسي بافيل بيليايف.

## فوهات القمر الصناعي
لرسم خريطة مماثلة لفوهات القمر يتم وضح حروف على كل جانب من جوانب الفوهة ومركزها لكل حرف منهم دلاله معينة.
| بيليايف | خط طول  | خط عرض   | قطر   |
| ------- | ------- | -------- | ----- |
| Q       | 20.6° N | 139.4° E | 50 كم |

## وصلات خارجية
- فوهات القمر
- جوله حول فوهات القمر -ناسا.